# Setiserica pygmaea
Setiserica pygmaea är en skalbaggsart som beskrevs av Miyake, Yamaguchi och Shinobu Akiyama 2002. Setiserica pygmaea ingår i släktet Setiserica och familjen Melolonthidae. Inga underarter finns listade i Catalogue of Life.